# Represàlia
 Represàlia  (títol original: Rappresaglia) és una pel·lícula italo-francesa de George Pan Cosmatos estrenada el 1973. Ha estat doblada al català.

## Argument
Durant la Segona Guerra Mundial, els nazis s'apoderen de tresors artístics del Renaixement italià i en fan moneda de xantatge.

## Repartiment
- Richard Burton: tinent coronel Herbert Kappler
- Marcello Mastroianni: pare Pietro Antonelli
- Leo McKern: General Kurt Maelzer
- John Steiner: Coronel Dollmann
- Anthony Steel: Maj. Domizlaf
- Robert Harris: pare Pancrazio
- Peter Vaughan: General Albert Kesselring
- Renzo Montagnani: Questore Pietro Caruso
- Giancarlo Prete: Paolo
- Renzo Palmer: Giorgio
- Dullio Del Prete: un guerriller